# 2019冠狀病毒病美國疫情時間線 (2021年)
本条目介绍2019冠状病毒病疫情于2021年在美国的情况和确诊病例。

## 时间轴

### 1月

#### 1月15日
美國研究人員發現名为20C-US的新变种病毒。

#### 1月19日
美國新冠肺炎死亡人數超過40萬人，逼近二戰死亡人數。在20日就職前夕，拜登到林肯紀念堂哀悼逝者。

### 6月

#### 6月15日
美國新冠肺炎死亡人數超過60萬人。

### 10月

#### 10月1日
美國新冠肺炎死亡人數超過70萬人。